# Чемодурово
Село Чемодурово входить до складу Міського поселення Воскресенськ. Станом на 2010 рік його населення становило 1783 чоловік.

## Розташування
Село розташовано на північний схід від Воскресенська, Між Москвою-рікою та рікою Натинка. поруч із трасою. Найближчі населені пункти Трофімово, Хлопки, Маришкіно.

## Транспорт
За 8 км на північ від села розташована залізнична платформа «Трофімово», яка знаходиться на лінії Москва-Рязань

## Освіта
У селі розташована Чемодуровська середня загальноосвітня школа